# Nombre de Lewis
El Nombre de Lewis és un nombre adimensional que es defineix com el quocient entre la difusivitat tèrmica i la difusivitat de massa. S'empra per caracteritzar els fluxes fluids quan hi ha una transferència simultània de calor i de massa per convecció.
Es defineix com:
{\displaystyle {\mathit {Le}}={\frac {\alpha }{\mathit {D}}}}
on {\displaystyle \alpha } és la difusivitat tèrmica i {\displaystyle D} és la difusivitat de massa.
El nombre de Lewis també pot expressar-se en termes del Nombre de Schmidt i del nombre de Prandtl, tal com:
{\displaystyle {\mathit {Le}}={\frac {\mathit {Sc}}{\mathit {Pr}}}}.
Deu el seu nom a Warren Kendall Lewis (1882-1975), el qual va ser el primer cap del Departament d'enginyeria química al MIT.